# خورشت (اشنویه)
خورشت روستایی در ایران است که در دهستان هق واقع شده‌است. خورشت ۳۵۷ نفر جمعیت دارد.